# Lecicha pospolita
Lecicha pospolita (Orthetrum cancellatum) – gatunek owada z rzędu ważek należący do podrzędu ważek różnoskrzydłych i rodziny ważkowatych (Libellulidae). Występuje w Europie, Azji i północno-zachodniej Afryce.

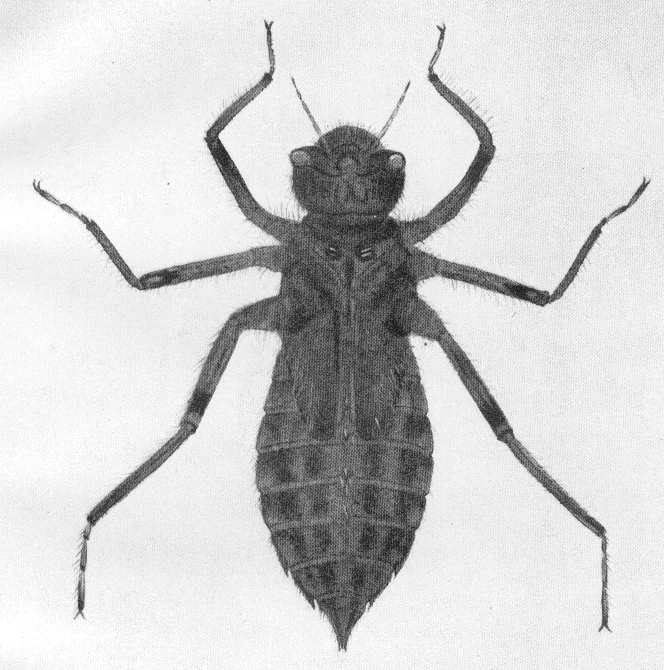
Larwa

Jeden z najpospolitszych gatunków w Polsce. Brak plamek nasadowych na skrzydłach, a pterostygmy są brunatne. Obie płcie mają skrzydła przezroczyste. Ubarwienie samców brunatne, z niebieskim nalotem na odwłoku, na końcu ciemnym. U samic tułów i odwłok są żółte z ciemnym rysunkiem. Rozpiętość skrzydeł wynosi 80 mm, długość ciała ok. 50 mm. Imagines latają od maja do sierpnia.